# Jubilació impossible 2
Jubilació impossible 2 (títol original en francès, Joyeuse retraite 2) és una pel·lícula de comèdia francesa dirigida per Fabrice Bracq i estrenada el 2022. Segueix la pel·lícula Jubilació impossible estrenada el 2019. S'ha doblat al valencià per a À Punt i al català central per a TV3.